# Dano moral
Considera-se dano moral quando uma pessoa  se acha afetada em seu ânimo psíquico, moral e intelectual, seja por ofensa à sua honra, na sua privacidade, intimidade, imagem, nome ou em seu próprio corpo físico, e poderá estender-se ao dano patrimonial se a ofensa de alguma forma impedir ou dificultar atividade profissional da vítima.
O dano moral corresponderia às lesões sofridas pela pessoa humana, consistindo em violações de natureza não econômica. É quando um bem de ordem moral, como a honra, é maculado. No universo laboral, é julgado pela Justiça do Trabalho.

## Origem histórica
As mais antigas menções ao dano moral que hoje se conhece, aparecem nos Códigos de Manu e Hamurabi.
Por volta do segundo milênio antes da era cristã, num período anterior ao próprio Direito romano, o Código de Hamurabi já disciplinava algumas situações na Mesopotâmia em que o dano de natureza moral poderia ser reparado pecuniariamente. Apesar da predominância do preceito “olho por olho e dente por dente” da lei do Talião, que expressava o direito da retribuição na mesma proporção do dano causado, no caso dos danos morais era priveligiada a imposição de uma pena econômica, que constituía uma forma alternativa de se proporcionar à vítima uma satisfação compensatória em pagamento de “ciclos de prata”, sobretudo nos casos em que a retibuição proporcional não era possível. Assim, os babilônios estabeleciam penalidades pecuniárias para os casos de dano moral, e somente quando estes meios eram frustrados, é que se aplicava a pena de talião.
Há quem diga(?) que as lei sumerianas, como o Código de Ur-Nammu (três séculos mais antigo que o de Hamurábi), previam um número maior de fatos em que o direito da vindita já teria sido substituído pela reparação compensatória, através de uma compensação pecuniária em determinadas situações, adotando assim o princípio da reparabilidade dos atualmente chamados danos morais.
No entanto, para o jurista Wilson Melo da Silva, as leis antigas da Mesopotâmia, bem como o Código de Manu, na Índia, não tiveram “a manifesta intenção de se referirem, nesta parte, de modo positivo e expresso ao dano moral” ("O dano e a sua reparação". 3ª edição Rio de Janeiro: Forense, 1983, pág. 12)
Embora não tivesse dispensado a regra do Talião, a lei de Moisés também adotou algumas soluções quanto à reparação por danos morais, conforme se observa neste texto em Deuteronômio 22:13,19 - Bíblia, em que a vítima sofre uma indiscutível humilhação.
"Se um homem desposar uma mulher e, depois de coabitar com ela, a aborrecer, e lhe imputar delitos vergonhosos, e contra ela divulgar má fama, dizendo: Tomei esta mulher, e me cheguei a ela, porém não a achei virgem, os pais da moça tomarão as provas da virgindade dela, e as levarão aos anciãos da cidade, à porta. O pai da moça dirá aos anciãos: Dei minha filha por mulher a este homem, porém ele a aborreceu, e lhe imputou delitos vergonhosos dizendo: Não achei tua filha virgem. Então os pais estenderão a roupa dela diante dos anciãos da cidade, os quais tomarão aquele homem e o castigarão. Condená-lo-ão em cem ciclos de prata, e o entregarão ao pai da moça, porque divulgou má fama sobre uma virgem de Israel. Ela continuará a ser sua mulher e ele não poderá mandá-la embora enquanto viver." (Bíblia. Tradução de João Ferreira de Almeida. 4ª edição. São Paulo: Vida, 1996)
Entre os gregos, desde os tempos homéricos, a compensação financeira por danos morais constituía-se como uma tradição. As normas instituídas pelo Estado aboliram o direito de vingança privada e determinavam que a reparação do dano poderia ser de natureza pecuniária.
No Direito Romano, a Lei das XII Tábuas previa penas patrimoniais para crimes como dano e injúria e furto.
Todavia, até hoje há controvérsias entre os pesquisadores se a ideia de reparação por danos morais era conhecida ou não pelos romanos. Porém, renomados pesquisadores internacionais, como foi Rudolf von Ihering, defendem que a reparação do dano moral, assim como a maior parte das instituições de direito privado, teria suas fontes no Direito romano.
Na "actio injuriarum aestimatoria", o injuriado podia pleitear perante o magistrado uma certa soma em satisfação pelas injúrias sofridas, ficando, entretanto, livre o juiz decidir se o pedido era justo e equitativo.
Segundo o jurisconsulto Domício Ulpiano, a injúria seria o que não se faz de direito. Em outras palavras, tudo aquilo que se faz sem direito era considerado como injúria de um modo geral.
Assim, no Direito romano, entre as quatro espécies de delitos privados, havia a "injuria" e o "damnum injuria datum" (dano produzido pela injúria) que foi regulado pela Lei Aquília (Lex Aquilia). Enquanto, na "injuria", se tinha em conta o homem, considerado apenas física ou moralmente, no "damnum injuria datum", se visava de maneira precípua, o seu patrimônio. Assim, a essência do "damnum injuria datum" seria a diminuição patrimonial da vítima, o que tornava necessária a sua reparação.
Como já foi dito, a Lei das XII Tábuas apresentava inicialmente apenas três modalidades de injúrias e que, com o decorrer do tempo, tornaram-se ineficazes para acompanhar a dinâmica social do povo romano. E o princípio da Lei de Talião foi se tornando aos poucos incompatível com o período clássico.
Com a adoção da "actio de iniuriis aestimandis", os recuperadores (juízo colegiado) estavam autorizados a fixarem multas conforme os seus próprios critérios de justiça e equidade. O prazo para a vítima propor a ação pretoriana era de uma ano, sob pena de prescrição e, se a reclamação fosse julgada indevida, o réu poderia requerer do autor o pagamento da décima parte do valor do pedido formulado.
Mesmo após a queda do Império Romano, os procedimentos da ação pretoriana repercutiram por muitos séculos, influenciando, inclusive, as Ordenações do Reino de Portugal.
A Idade Média foi marcada pela adoção do então Direito canônico, o qual teve larga influência no território brasileiro e nas Ordenações Filipinas em virtude da força da religião católica na época. Embora mantivesse procedimentos oriundos do Direito romano, o Código Canônico foi valorado conforme os dogmas da Igreja Católica e estabelecia sanções de ordem material e espiritual para determinadas condutas.
Nas Ordenações Filipinas, em relação à estimativa do próprio dano subjetivo, verifica-se indícios da adoção parcial do procedimento romano na parte que especificamente diz respeito ao chamado “valor de afeição”.
Importante ressaltar que, por influência do Direito canônico, até a vigência do Código Civil brasileiro de 1916 (Lei n.º 3.071), vigorava o instituto dos esponsais, onde se previa que a recusa do noivo em se casar, sem um justo motivo, importaria na sua condenação em perdas e danos, sendo, portanto, mais uma manifestação do que se convencionou chamar de danos morais. Por sua vez, as Ordenações Filipinas já previam uma reparação pecuniária pela sedução de mulher virgem (Título XXIII do Livro V), caso o homem não se casasse com ela e o Título XXXVIII do Livro III prescrevia que, em hipótese de demanda por dívida já paga, deveria ser procedida a restituição em dobro do valor recebido.
Apesar das conquistas humanistas trazidas pela Revolução Francesa, muitas das legislações civis modernas não contemplaram expressamente o instituto do dano moral e diversos foram os entendimentos jurisprudenciais e doutrinários sobre a sua aplicação.
O Código Civil de Napoleão Bonaparte não delineou de forma expressa os limites da reparabilidade do dano moral. O seu artigo 1.382 apenas estabeleceu que o causador do dano tem a obrigação de repará-lo, desde que configurada a sua culpabilidade, passando uma noção bem ampla do instituto que tanto poderia abranger as lesões de ordem material ou não patrimonial. Ficava assim, ao critério do intérprete da lei dizer se o dommage poderia ou não ser empregado em seu sentido lato, devendo ser registrado que houve um acolhimento favorável em inúmeras hipóteses pelos tribunais franceses no decorrer da história contemporânea.
Tal como o Código napoleônico, o artigo 1.151 do Código Civil italiano, de 1865, adotou texto semelhante. Porém, a princípio, os juízes reduziam os casos de reparação por danos morais a um número bem insignificante e muitos eram os doutrinadores que negavam a reparabilidade. E, somente quando passou a vigorar o Código Penal de 1930, cujo artigo 185 assegurava a reparação à vítima por todo crime praticado contra ela ou sua família, começou a prevalecer o entendimento de que ambos os dispositivos das leis civil e criminal deveriam ser interpretados em conjunto, ainda que o fato tenha sido um ilícito civil.
Da mesma maneira, o Código Civil espanhol de 1890, em vigor até hoje, repetiu a disposição contida no Código Civil francês. Porém, ao contrário do que ocorreu na França, o dano não foi interpretado abrangentemente. A jurisprudência e a doutrina espanhola entendiam que o artigo 1.902 da Lei Civil se referia tão somente ao dano patrimonial, entendendo não ser valorável a honra. E, por longos anos, os Tribunais não souberam fazer a exata distinção entre os danos materiais e morais.
Nota-se que o Código napoleônico teve uma grande importância para as legislações elaboradas no mundo contemporâneo. Não só o antigo Código Civil italiano, como as leis civis de outros países, a exemplo de Espanha e Portugal, editadas em fins do século XIX, receberam a influência direta da França.
Em 1900, com o surgimento do BGB – Burgerliches Getsetzbuch, ou Código Civil alemão, foi criado um novo sistema de reparação por danos morais, em que a condenação do réu só poderia ser admitida dentro das hipóteses taxativamente enumeradas em lei (parágrafo 253 do Código).
A influência do BGB nas legislações do século XX foi surpreendente. A própria Itália, através do atual Código Civil de 1942, passou a adotar o sistema limitativo da reparação por danos morais, limitação esta que não era prevista no anterior Código de 1865. Contudo, as hipóteses de incidência ficaram reduzidas exatamente àquelas nas quais o dano resulte da prática de um crime, de acordo com o artigo 185 do Código Penal italiano de 1930, obrigando a doutrina e a jurisprudência a contornarem os casos não contemplados em lei.
No Brasil, além das previsões específicas das Ordenações Filipinas já mencionadas, o Código Criminal de 1830 dispunha que a indenização seria sempre a mais completa possível, mas sem fazer nenhuma alusão à reparação do dano moral. Tal dispositivo foi depois reproduzido pelo artigo 800 da Consolidação das Leis Civis de Augusto Teixeira de Freitas, o qual definia o dano como “o mal, que resultar à pessoa e aos bens do ofendido” (art. 801) que deveria ser avaliado por árbitros em toda a sua extensão.
O Código Penal brasileiro de 1890, em seu artigo 276, por sua vez, tratou de assegurar expressamente, a “prestação pecuniária satisfatória de dano moral, nos casos de atentado contra a honra da mulher” e determinava, em seu artigo 70, que nos demais casos a indenização fosse regulada pelo Direito Civil. Entretanto, muita polêmica foi levantada quanto à reparação prevista nesta lei, encarada incompreensivelmente na época como uma medida iníqua, vergonhosa e desmoralizadora.
O artigo 21 caput da Lei n.º 2.681, de 7 de dezembro de 1912, que regulou a responsabilidade civil nas estradas de ferro, dispunha que “no caso de lesão corpórea ou deformidade”, além das perdas e danos, das despesas do tratamento da vítima e dos lucros cessantes, o juiz deve arbitrar “uma indenização conveniente”.
Contudo, a reparabilidade por danos morais, mesmo depois da vigoração do Código Civil de 1916, só era reconhecida nos casos de acidentes ferroviários. O Supremo Tribunal Federal, quando decidia questões relativas a esses fatos, não fundamentava suas decisões no artigo 1.538 do Código Civil e sim no artigo 21 caput da Lei n.º 2.681/12, negando aos familiares das vítimas a indenização por danos morais. Em alguns acórdãos o STF considerava não ser indenizável o valor afetivo exclusivo. Em outras decisões, o artigo 76 da Lei Civil era considerado como norma de natureza meramente processual. E, ainda houve julgamentos em que o dano moral só se tornaria indenizável caso a lesão produzisse reflexos patrimoniais para o ofendido.
Porém, a nova realidade social se impunha e, devido aos insistentes reclamos doutrinários, os tribunais foram paulatinamente renovando os seus entendimentos a fim de acompanharem as contingências da vida moderna. Houve então uma gradativa ampliação do conceito de dano moral indenizável, o que a princípio se verificou na valoração do dano material até se chegar à indubitável compreensão em favor da reparabilidade.
O Código Brasileiro de Telecomunicações marcou esse novo período de evolução do princípio da reparabilidade do dano moral. A Lei n.º 4.117/62 tratava expressamente da regulamentação dos danos morais indiretos ou dos reflexos patrimoniais dos danos não-econômicos. Os seus artigos 81 a 88 dispunham sobre o dano moral relativo às ofensas experimentadas por alguém em virtude de calúnia, difamação ou injúria, veiculadas por radiodifusão, ampliando, inclusive, as hipóteses de reparabilidade. Tais dispositivos, porém, vigoraram até a edição do Decreto-lei n.º 236/67 que, através de seu artigo 3º, revogou os artigos 58 a 99 da referida lei.
Ainda durante a década de 1960 foram aprovados o Código Eleitoral (Lei n.º 4.737, de 15/07/1965) e a Lei de Imprensa (lei n.º 5.250, de 09/02/1967), que tratavam expressamente da indenização por danos morais igualmente nos casos de calúnia, injúria e difamação.
A III Conferência Nacional de Desembargadores, ocorrida em dezembro de 1965, no extinto Estado da Guanabara, veio demonstrar as novas inclinações da magistratura brasileira para adaptar o Direito à realidade social quanto ao princípio da reparabilidae do dano moral, tornando-se um marco importante na evolução jurisprudencial. Passou-se daí a considerar que o dano moral deveria ser ressarcido também nas hipóteses em que não ocorresse nenhuma lesão patrimonial à vítima, somando inúmeras divergências existentes até então.
Com a promulgação da Constituição da República de 1988, foi definitivamente finalizada qualquer dúvida remanescente a respeito da reparabilidade pelo dano moral. O artigo 5º da Carta Magna, em seus incisos V e X, estatuiu a indenização pelo dano moral como sendo uma garantia dos direitos individuais.
O artigo 5º, item V, assegura o direito de resposta proporcionalmente ao agravo, “além da indenização por dano material, moral ou à imagem”.
Procurou o constituinte distinguir de maneira expressa as indenizações pelos danos material, moral e à imagem, não obstando a cumulatividade desses direitos, mesmo havendo também o exercício do direito de resposta.
Assim, o dano moral, mais do que nunca, tornou-se inconfundível com o dano de natureza patrimonial e tal distinção tem obrigado tanto a doutrina como a jurisprudência a identificar o que vem a ser o referido dano à imagem.
Hoje em dia, o dano moral é reconhecido e aplicado pela maioria dos países, devendo ser esclarecido que, em algumas legislações estrangeiras, ainda condicionam a compensação por lesões imateriais à configuração da redução patrimonial da vítima e que o Direito de alguns países, como a Rússia e a Hungria, por influência do marxismo-leninismo que marcou o período comunista da ex-URSS, ainda não admitem a indenização por danos morais.
Já o direito anglo-americano, em razão do particularíssimo sistema que se distingue dos países de direito codificado, os casos concretos decididos pelos tribunais vão compondo teorias que se tornam aplicáveis a futuras situações idênticas e passam a servir de fundamento analógico para questões semelhantes, sendo bem amplas e vultosas as indenizações arbitradas pelos Tribunais.

## Aferição da indenização
Pode-se dizer que a indenização por dano moral não tem como finalidade compensar a vítima pelo prejuízo sofrido. Seria, antes de tudo, uma punição ao ofensor, não podendo ultrapassar proporções que afetem sua subsistência, mas deve servir como exemplo para que tal ato ilícito não seja mais cometido.
Dessa forma, o valor a ser pedido pela vítima não será, necessariamente, aquele sentenciado pelo juiz. Isso porque cabe ao magistrado conduzir com bom senso as questões concernentes a esse tema.
Sabe que não é possível quantificar o valor da moral ou da honra de um ser humano. Entretanto, sendo a honra, a privacidade, a intimidade e a imagem das pessoas protegidas pela lei, tais valores podem ficar a margem da proteção jurídica e nem gerar punição aos seus violadores.
De qualquer modo, independentemente da aplicação do aspecto preventivo e pedagógico do instituto, faz-se necessária a configuração dos elementos básicos da responsabilidade civil, quais sejam: a conduta ilícita comissiva ou omissiva, o dano e o nexo de causalidade capaz de explicar que o prejuízo de natureza moral decorreu do fato praticado ou omitido pelo agente lesionador.
Hoje é pacífico o entendimentos do tribunais de que o Dano Moral pode atingir tanto a pessoa física quanto a jurídica que de alguma forma sofre lesão em seu de interesse não patrimonial.

## Mero Aborrecimento
Conceito criado pela Jurisprudência e Doutrina. Para Mirna Cianci, é a noção de que certos dissabores presentes na vida quotidiana não ensejam reparação por danos morais, pois não humilham ou fazem sofrer de maneira extraordinária. O mero aborrecimento parte da noção, descrita por Pontes de Miranda, de que "“Se não teve gravidade o dano, não se há pensar em indenização. De minimis non curat praetor”. Segundo Humberto Theodoro Júnior, seriam aquelas situações que decorrem da própria vida em comunidade. Para Américo Luís Martins da Silva, para passar de mero aborrecimento ao Dano Moral, é necessário que existam efeitos no equilíbrio emocional do afetado.

## Dano moral à pessoa jurídica no Brasil
No ordenamento jurídico do Brasil, pessoas jurídicas podem acionar a justiça contra  atos e práticas que causem desabono a imagem ou a reputação de uma empresa e a súmula numero 227 do Superior Tribunal de Justiça estabelece que "a pessoa jurídica pode sofrer dano moral" e quem comete fica passível a ser responsabilizado e apenado a pagar indenização.